# دونگا ترناوا (پروکوپیه)
دونگا ترناوا (به صربی: Donja Trnava) یک منطقهٔ مسکونی در صربستان است که در پروکوپلیه واقع شده‌است. دونگا ترناوا ۱٬۶۰۰ نفر جمعیت دارد.